# George London
George London, właśc. George Burnstein (ur. 30 maja 1920 w Montrealu, zm. 25 marca 1985 w Nowym Jorku) – kanadyjski śpiewak klasyczny pochodzenia rosyjskiego, bas-baryton.

## Życiorys
Zaczynał w Hollywood pod przybranym nazwiskiem Burnson jako Doktor Grenvil z Traviaty Giuseppe Verdiego. W 1947 wyruszył w trasę koncertową z tenorem Mario Lanzą i sopranem Frances Yeend. Razem występowali jako Belcanto Trio. 3 września 1949 zadebiutował rolą króla Etiopczyków Amonasra z Aidy Giuseppe Verdiego w Staatsoper w Wiedniu, zdobywając uznanie miejscowej publiczności.
Sławę przyniosły mu takie role jak tytułowa w Borysie Godunowie Modesta Musorgskiego, cztery diabelskie wcielenia w Opowieściach Hoffmanna Jacques’a Offenbacha, Escamilla w Carmen Georges’a Bizeta. Stworzył też znakomite kreacje w operach Mozarta – Hrabiego Almavivy w Weselu Figara, tytułową w Don Giovannim oraz Mówcę w Czarodziejskim flecie.

## Nagrania
- Mozart, Le nozze di Figaro, Die Zauberflöte, Herbert von Karajan, Membran International Gmbh, 2004